# Dominick Cruz

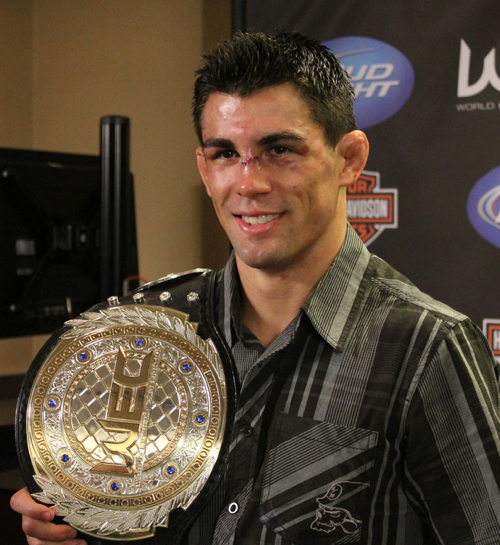
Dominick Cruz (2011)

Dominick Cruz (* 3. September 1985 in San Diego) ist ein US-amerikanischer Mixed-Martial-Arts-Kämpfer. Er war der letzte Bantamgewichts-Titelhalter von World Extreme Cagefighting und ist der erste der Ultimate Fighting Championship. Er hat eine Kampfbilanz von 22 Siegen und zwei Niederlagen.
Cruz wurde in San Diego geboren und wuchs in Tucson auf. Er begann in der siebten Klasse mit Ringen und in der High School mit Boxen. Sein siegreiches MMA-Debüt hatte er am 29. Januar 2005 bei einem Event von Rage in the Cage, einem Veranstalter, bei dem er noch für die nächsten fünf Kämpfe verblieb. Danach trat er dreimal bei Total Combat an, bevor er am 24. März 2007 als Federgewicht mit einer makellosen Bilanz einen Titelkampf in der WEC bestritt. Dort erlag er in der ersten Runde einem Guillotine Choke von Urijah Faber. Nach einem weiteren Kampf bei Total Combat, trat er im Juni 2008 in der Bantamgewichtsklasse der WEC gegen  Charlie Valencia an und siegte nach Punkten. Es folgten Siege über Ian McCall, Ivan Lopez, Joseph Benavidez und schließlich wurde auf den 6. März 2010 ein Titelkampf gegen den bis dato unbesiegten Brian Bowles angesetzt. Dieser brach sich in der ersten Runde die Hand und gab in der Pause vor der dritten Runde auf. Cruz erste Titelverteidigung war im August gegen Benavidez mit einer knappen Punktentscheidung. Am 16. Dezember bestritt er bei der WEC 53 gegen Scott Jorgensen seinen letzten Kampf, bevor die WEC in die UFC eingegliedert wurde. Dadurch trat er zusätzlich um den Titel des ersten UFC Bantamweight Champions an. Dominick Cruz besiegte Jorgensen nach fünf Runden durch eine Punktentscheidung.
Cruz konnte den Titel erfolgreich gegen Urijah Faber und Demetrious Johnson verteidigen, verletzte sich aber kurz darauf schwer und konnte fast drei Jahre nicht mehr in der UFC antreten, weshalb ihm sein Weltmeistertitel aberkannt wurde. Am 17. Januar 2016 holte Cruz sich diesen durch einen Sieg gegen TJ Dillashaw zurück. Bei UFC 207 am 30. Dezember 2016 verlor er seinen Titel an Cody Garbrandt nach einstimmiger Punktniederlage.